# Имянник (Гафурийский район)
Имянник (баш. Имәнлек) — деревня в Гафурийском районе Башкортостана, входит в состав Саитбабинского сельсовета.

## Население
| 2002 | 2009 | 2010 |
| ---- | ---- | ---- |
| 125  | ↗126 | ↘98  |

## Географическое положение
Расстояние до:
- районного центра (Красноусольский): 42 км,
- центра сельсовета (Саитбаба): 10 км,
- ближайшей ж/д станции (Белое Озеро): 61 км.

## Известные уроженцы
- Валиев, Гайфулла Хамитович (1930—1982) — башкирский писатель, член Союза журналистов (1957) и Союза писателей Башкирской АССР (1978), заслуженный работник культуры Башкирской АССР (1980).